# Riu Ahar (Iran)
El riu Ahar (Ahar Rud) és un riu de l'Iran d'una llargada de 240 km. Néix a les muntanyes d'Ishkanbar, Sari Čaman i Karadja Dagh i corre cap a l'oest. Passa al sud de la ciutat d'Ahar, i en aquesta zona rep alguns rierols que només porten aigua al temps de la pluja entre els quals el Kīčīk-čāy; llavors a Alliabad canvia de direcció cap al nord i prop de la vila de Kudjnaq s'uneix al Kara Su format de petits rius i rierols a la regió de Sanbalan; després d'un recorregut no gaire llarg s'uneix al Kara Su-Bala i agafa el nom de Daraward o Daravard per desaiguar finalment a l'Aras (Araxes) prop d'Aslanduz.